# Coșna (Suceava)
Pour les articles homonymes, voir Coșna.
Coșna est une commune roumaine située dans le județ de Suceava.